# سیارک ۲۲۸۳۷
سیارک ۲۲۸۳۷ (به انگلیسی: 22837 Richardcruz، نامگذاری:1999RR90) بیست و دو هزار و هشتصد و سی و هفتمین سیارک کشف شده‌است که در ۷ سپتامبر ۱۹۹۹ کشف شد.
قدر مطلق سیارک برابر ۱۲.۹ است.